# Берёзов, Темирболат Темболатович
Темирбола́т Тембола́тович Берёзов (осет. Берозты Темболаты фырт Темырболат; 19 октября 1924, с. Гимара, ССР Грузия, СССР — 10 марта 2014, Москва, Россия) — советский и российский учёный-биохимик, онколог, публицист, доктор медицинских наук (1964), профессор.
Академик АМН СССР (1984; член-корреспондент 1978). Заслуженный деятель науки РФ (1999). Лауреат премии Правительства РФ (2001).

## Биография
Участник Великой Отечественной войны. В 1949 г. окончил Северо-Осетинский государственный медицинский институт.
- 1949—1950 гг. — старший лаборант кафедры патологической анатомии института,
- 1950—1953 гг. — аспирант Института биологической и медицинской химии Академии медицинских наук СССР,
- 1953 г. — защищает кандидатскую диссертацию по теме «Обмен L- и D-аминокислот при авитаминозе В6»,
- 1953—1961 гг. — ассистент,
- 1961—1962 гг. — доцент кафедры биохимии Первого Московского медицинского института Минздрава СССР,
- 1962—1996 гг. — основатель и первый заведующий кафедрой биохимии медицинского факультета Университета дружбы народов имени П. Лумумбы,
- 1964 г. — защитил докторскую диссертацию по теме «Обмен аминокислот в нормальных тканях и злокачественных опухолях».

С 1996 г. — профессор кафедры биохимии РУДН.
Скончался 10 марта 2014 года в Москве. Похоронен на Аллее Славы в г. Владикавказ.

## Научная деятельность
Действительный член АМН СССР (1984), в 1980—1996 гг. — заместитель академика-секретаря, с 1996 г. — член бюро отделения медико-биологических наук РАМН.
Являлся вице-президентом Всесоюзного (Российского) биохимического общества (1968—2002), членом Экспертной комиссии ВАК СССР по биохимии (1969—1990), членом Международной ассоциации по проблемам витамина В6 и пиридоксалевого катализа (1983—1995). Входил в состав редколлегий журналов «Вопросы медицинской химии» (1984), «Вопросы биологической, медицинской и фармацевтической химии» (1997), «Вестник РАМН» (1990); международных журналов «Biochemical Education» (1990—1999) и «Eastern Medical Journal» (1994—2001).
Обладатель 30 авторских свидетельств, 3 патентов на изобретения, под его руководством и при консультировании защищены 40 кандидатских и 22 докторских диссертации.
Основные научные исследования посвящены молекулярным основам злокачественного роста, в частности, с особенностями обмена аминокислот и полиаминов в злокачественных опухолях человека и животных, определением механизмов регуляции активности и синтеза ферментов, катализирующих многообразие превращений аминокислот и полиаминов.
Ученым выдвинута и экспериментально обоснована гипотеза о существовании обратной зависимости между скоростью роста клеток опухоли и активностью ключевых ферментов (глутаматдегидрогеназы, аминотрансферазы), участвующих в распаде незаменимых факторов роста (аминокислот, полиаминов).
- Выяснены и определены особенности молекулярных механизмов регуляции синтеза и активности ряда важных ферментов азотистого обмена (серин/треониндегидратазы, аспарагинсинтетазы, ферментов, катализирующих биосинтез и распад полиаминов и др.) в разнообразных типах опухолей человека и животных.
- Получены доказательства, что лейкозные клетки человека при лимфолейкозе теряют способность синтеза абсолютно необходимого (эссенциального) для роста аспарагина, в то же время эти клетки приобретают новое свойство, не открытое в здоровых клетках крови — способность биосинтеза аспарагина путём реакций трансаминирования.
- Экспериментально установлено, что в процессе химического (диэтилнитрозаминового) карценогенеза ткани печени накопление (аккумулирование) полиаминов (путресцина, спермина, спермидина) в клетках печени обусловлено в большей степени утратой клетками активности катаболического фермента диамин-(полиамин)оксидазы, а не резким повышением активности ключевого фермента синтеза полиаминов — орнитиндекарбоксилазы.
- Разработаны ферментные диагностические тесты сыворотки крови (в частности, трансаминазы, g-глутамилтрансферазы и др.), которые защищены авторскими свидетельствами на изобретения.

На базе проведенных исследований был предложен оригинальный биохимический принцип создания противоопухолевых лекарственных средств бактериальной природы; он основан на разной чувствительности нормальных и опухолевых (преимущественно злокачественных) клеток к недостатку незаменимых факторов роста — аминокислот. Ученым совместно с коллегами разработаны технология и оригинальные методы выделения и очистки трех бактериальных ферментов: метионин-g-лиазы, глутамин(аспарагин)азы и лизин-a-оксидазы; получены экспериментальные доказательства антиопухолевого действия всех трех ферментов и антиметастатического действия лизин-a-оксидазы (в опытах in vitro и in vivo). Эти результаты открывают перспективы создания новых отечественных противоопухолевых препаратов.

## Научные работы
Автор более 10 учебных пособий, учебника «Биологическая химия», подготовленного совместно с членом-корреспондентом АМН СССР Б. Ф. Коровкиным и являющегося базовым учебником по биохимии для медицинских вузов страны. За создание этого учебника, который выдержал три издания (1982, 1990, 1998) и был переведен издательством «Мир» на английский язык, Т. Т. Березов в 1994 году отмечен премией и золотой медалью имени Н. И. Пирогова президиума РАМН, а в 2001 году — премией Правительства Российской Федерации в области науки и техники.
Среди основных научных публикаций:
- «Обмен аминокислот нормальных тканей и злокачественных опухолей» (1969),
- «Патология аминокислотного обмена» (1969),
- «Особенности обмена аминокислот злокачественных опухолей» (1970),
- «Энзимопатология опухолей» (1970),
- «Метаболизм аминокислот и злокачественный рост» (1982),
- «Биосинтез аспарагина и опухолевый рост» (1982),
- «Ферментная терапия опухолей» (1984),
- «Биохимические основы энзимотерапии опухолей» (1989),
- «Орнитиндекарбоксилаза и злокачественный рост» (1993),
- «От энзимологии канцерогенеза к инженерной энзимологии» (1995),
- «L-лизин-a-оксидаза: физико-химические и биологические свойства» (2002).

## Награды и звания
- Орден «За заслуги перед Отечеством» IV степени (2005)
- Орден Трудового Красного Знамени (1984)
- Орден «Знак Почёта»
- Орден Дружбы народов (12 сентября 1994) — за большие заслуги в развитии отечественной биохимической науки и подготовке высококвалифицированных специалистов
- Заслуженный деятель науки Российской Федерации (1999)
- Премия Правительства Российской Федерации в области науки и техники (2001)
- Премия имени академика В. С. Гулевича президиума АМН СССР (1987) — за цикл научных работ в области энзимотерапии опухолей
- Премия Министерства высшего образования СССР (1989) — за лучшую научно-исследовательскую работу в области медицинской энзимологии.
- Медали